# بايزيد الأنصاري
بايزيد بن عبد الله الأنصاري المشهور بـپير رَوشَن (أي الشيخ المنوّر) (1515 أو 1525-1573 أو 1585) صوفي هندي من البنجاب وشاعر بشتون، يلقب بـرَوشَن أي المنوّر وإليه تنسب الروشنية. كرس نفسه للتصوف منذ صغره، لكنه انتمى إلى دعوة حلولية، ادعی بموجبها إن الإنسان غير قادر على التعبد لله إلّا عن طريق مرشد كامل مبعوث من الله هو بايزيد نفسه. قتله ملك الأفغان. له كتاب حال نامه وخير البيان بالعربية والفارسية معاً.

## سيرته
ولد بايزيد بن عبد الله بن محمد الأنصاري الذي ينحدر من قبيلة أرمر الأفغانية التي تعرف بالبتان في مدينة جالندر الهندية عام 931 هـ. بعد ولادة بايزيد بقليل بدأ الملك بابر المغولي يزحف بجحافل جيشه إلى الهند وتمكن من طرد السلطان إبراهيم اللودي الإفغاني آخر ملوك الأسرة اللودية الأفغانية وذلك في 932هـ، فاضطربت بذلك الأسر الأفغانية في الهند فقررت أغلب الأسر الأفغانية مغادرة الهند والسفر إلى أفغانستان فبدأت القوافل تتوجه إلى أفغانستان وانضمت والدة بايزيد مع ابنها إلى إحدى القوافل، ووصلت إلى زوجها عبد الله في كاني كرم.

بعد مضي هذه الفترة، ثم استقر أمره على العزلة عن الناس، والاعتكاف في البيت، وذلك بناء على ما جاءه الأمر عن طريق الإلهام– على حد زعمه – ثم خرج للناس ينشر دعوته. فاستجاب له بعض الناس، وخالفه آخرون وذاع صيته في القبائل المجاورة ولقب بايزيد الأنصاري بـبير روشن أي الشيخ المنوّر ومن هنا اشتهرت حركته بالفرقة الروشنية أو الروشنائية وبعد انتشار هذا اللقب، لقبه معارضوه بـبير تاريك أي الشيخ المظلم.